# 张敷荣
张敷荣（1904年—1998年），男，汉族，贵州普安人，中国教育学家，曾任西南师范大学教授、博士生导师。